# Dillíský sultanát
Dillíský sultanát (persky سلطنت دهلی, urdsky دہلی سلطنت) je označení pro období v dějinách Indie, ve kterém vládly muslimské dynastie. Jeho datace spadá do rozmezí let 1206–1526. Několik tureckých a paštunských dynastií totiž vládlo z Dillí. Jednalo se o dynastii Muizzí (1206–1290), Chaldží (1290–1320), Tughlakovců (1320–1413), Sajjdovců (1414–1451) a Lódíů (Paštunové, 1451–1526). V roce 1526 byl Dillský sultanát začleněn do rychle se rozmáhající Mughalské říše.
Počátky Dillíského sultanátu spadají do poslední čtvrtiny 12. století, kdy do Indoganžské nížiny vpadl Muhammad z Ghóru. Brzy se mu podařilo podrobit si Ghaznu, Multán, Láhaur, Sind i Dillí. Jeden z jeho generálů, Kutbuddín Ajbak, se prohlásil Dillíským sultánem a položil tak základ první, mamlúcké dynastii Dilliského sultanátu, která je někdy zvaná „otrocká“. Již počátkem 13. století se Dillískému sultanátu podařilo získat kontrolu nad územím od Chajbarského průsmyku po Bengálsko. Dynastie Muizzí skončila v roce 1290.

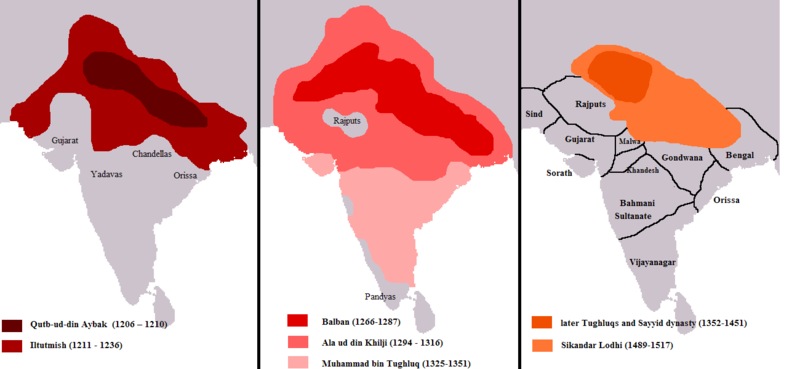
Historická mapa Dillíského sultanátu

Další dillískou dynastií se stali Chaldžíovci, kteří se již v době Muhammada z Ghóru stali vládci Bengálska. Podařilo se jim iniciovat státní převrat a eliminovat všechny mamlúky. Chaldžíovci dobyli Gudžarát i Málvu a snažili se rozšířit sultanát i na jih Indického subkontinentu. Jejich výboje na nějaký čas zastavil až Vidžajanagar. Těmto i dalším dynastiím se podařilo vybudovat silnou říši se stabilní ekonomikou a rozsáhlou sítí obchodních tras. V době svého největšího rozmachu zabírala takřka celý Indický subkontinent. Pád Dillíského sultanátu přivodil až Bábur, první vládce Mughalů.

## Seznam dillíských sultánů

### Mamlúcká dynastie (1206–1290)
- Kutbuddín Ajbak (1206–1210)
- Aram Šáh (1210–1211)
- Šamsuddín Iltutmiš (1211–1236)
- Ruknuddín Fírúz (1236)
- Razia ad-Dín (1236–1240)
- Muiz ud din Bahram (1240–1242)
- Aláuddín Masúd (1242–1246)
- Násiruddín Mahmúd (1246–1266)
- Ghijásuddín Balban (1266–1286)
- Muizuddín Kajkubád (1286–1290)
- Kajúmars (1290)

### Dynastie Chaldží(1290–1320)
- Džaláluddín Fírúz Šáh (1290–1294)
- Aláuddín Šáh (1294–1316)
- Kutbuddín Mubárak Šáh (1316–1321)

### Dynastie Tughlakovců(1320–1413)
- Ghijásuddín Tughlak Šáh I. (1321–1325)
- Ghijásuddín Muhammad Šáh II. (1325–1351)
- Mahmúd ibn Muhammad (březen 1351)
- Firúz Šáh Tughlak (1351–1388)
- Ghijásuddín Tughlak II. (1388–1389)
- Abú Bakr Šáh (1389–1390)
- Násiruddín Muhammad Šáh III. (1390–1393)
- Sikandar Šáh I. (březen – duben 1393)
- Mahmúd Násiruddín (sultán Mahmúd II.) (1393–1394)
- Nusrat Šáh (1394–1398)

### Dynastie Sajjdovců (1414–1451)
- Chizr Chán (1414–1421)
- Mubárak Šáh II. (1421–1435)
- Muhammad Šáh IV. (1435–1445)
- Aláuddín Álam Šáh (1445–1451)

### Dynastie Lódí (1451–1526)
- Bahlúl Chán Lódí (1451–1489)
- Sikandar lódí (1489–1517)
- Ibráhím Lódí (1517–1526)

(1526–1540 – dynastie Mughalů)

### Dynastie Súrú (1540–1555)
- Šér Šáh Súrí (1540–1545)
- Islám Šáh (1545–1553)
- Muhammad Ádil Šáh (1553–1554)
- Firúz Dillíský (29. dubna – 2. května 1554)
- Ibráhim III. (1554 – 1554/5)
- Sikandar Šáh (1554/5 – 1555)